# Hyophila glaucoviridis
Hyophila glaucoviridis là một loài rêu trong họ Pottiaceae. Loài này được Paris & Broth. mô tả khoa học đầu tiên năm 1905.